# Michal Neuvirth
Michal Neuvirth (* 23. březen 1988 Ústí nad Labem, Československo) je bývalý český hokejový brankář. Jeho současnou manželkou je Karolina Neuvirthová, sestra spoluhráče z Philadelphie Flyers Radko Gudase, se kterou má dceru Emily a syna Marka. Nyní je trenérem brankářů mládeže v HC Sparta Praha a české reprezentace do 18 let.

## Kariéra

### Klubová kariéra
Neuvirth byl draftován v roce 2006 jako 34. v pořadí, týmem Washington Capitals. Sezonu začal v týmu ECHL South Carolina Stingrays, v této soutěži se zúčastnil i utkání All-stars. Poté byl různě vyměňován do týmů Oshawa Generals, Plymouth Whalers nebo Hershey Bears, na úvod sezony 2008 se dokonce vrátil zpět do Česka, konkrétně do Třince. Nakonec se usadil v Hearshey a začátkem roku 2009 se dočkal premiéry v NHL. V dresu Washingtonu nastoupil proti Tampa Bay Lightning a hned vychytal výhru 5:1 pomocí 31 zákroků. Do zápasů NHL nastoupil ještě 4x, dvakrát vítězně, jednou s porážkou, dvakrát střídal v průběhu zápasu. V březnu toho roku byl poslán zpět do týmu Hershey Bears, když se uzdravil golman Semjon Varlamov.
V dresu Hershey Bears slavil ve své první sezoně 2008/09 s týmem zisk Calder Cupu a sám byl oceněn Jack A. Butterfield Trophy pro nejlepšího hráče playoff. I v sezoně 2009/10 vychytal Hershey prvenství v soutěži. V průběhu výluky NHL 2012/13 chytal v týmu HC Sparta Praha. V průběhu sezóny 2013/14 nedostával ve Washingtonu tolik příležitostí a chtěl z klubu odejít, což se mu splnilo 5. března 2014, při posledním přestupovém dnu NHL, kdy byl spolu s Rostislavem Kleslou vyměněn do Buffala Sabres za Jaroslava Haláka a výběr ve třetím kole draftu 2015. 2. března byl vyměněn z Buffala (nejhoršího týmu celé NHL) za Chada Johnsona do New Yorku Islanders, kde vytvořil brankářskou dvojici se Slovákem Jaroslavem Halákem.
1.7 2015 podepsal jako volný hráč dvouletou smlouvu s Philadelphií Flyers.
Dne 23.12.2020 oznámil že, ze zdravotních důvodu nenastoupí za tým HC Sparta Praha.

### Reprezentační kariéra
Neuvirth prošel postupně všemi mládežnickými výběry. V sezoně 2003/04 odchytal čtyři utkání za reprezentační výběr do 16 let, další sezonu stejný počet zápasů absolvoval i v "sedmnáctce". V sezoně 2005/06 se 14x objevil v brance reprezentace do 18 let. V roce 2008 se zúčastnil Mistrovství světa juniorů, které se konalo v České republice. V reprezentaci do 20 let nastoupil celkem 6x (z toho 4x na zmíněném šampionátu).
2.3.2016 byl nominován na Světový pohár, jedná se o jeho první pozvánku do reprezentace. Odchytal přípravný zápas s Ruskem, kde Česko vyhrálo na nájezdy (2:1). V přípravném zápase s týmem Severní Ameriky po 30 minutách střídal Petra Mrázka, chytil 25 střel a dochytal výhru 3:2. Na Světovém poháru odehrál jeden zápas, a to s Kanadou, který Česko prohrálo vysoko 6:0.

## Ocenění a úspěchy
- 2005 ČHL-18 - Nejlepší brankář v playoff %
- 2006 ČHL-20 - Nejvíce vychytaných vítězství
- 2007 OHL - Dave Pinkney Trophy
- 2007 OHL - F.W. "Dinty" Moore Trophy
- 2007 OHL - Nejlepší brankář v %
- 2007 OHL - Druhý All-Rookie Tým
- 2007 OHL - Druhý All-Star Tým
- 2009 AHL - Jack A. Butterfield Trophy
- 2011 NHL - Nejlepší nováček měsíce října [5]

## Rekordy
Klubový rekord Hershey Bears

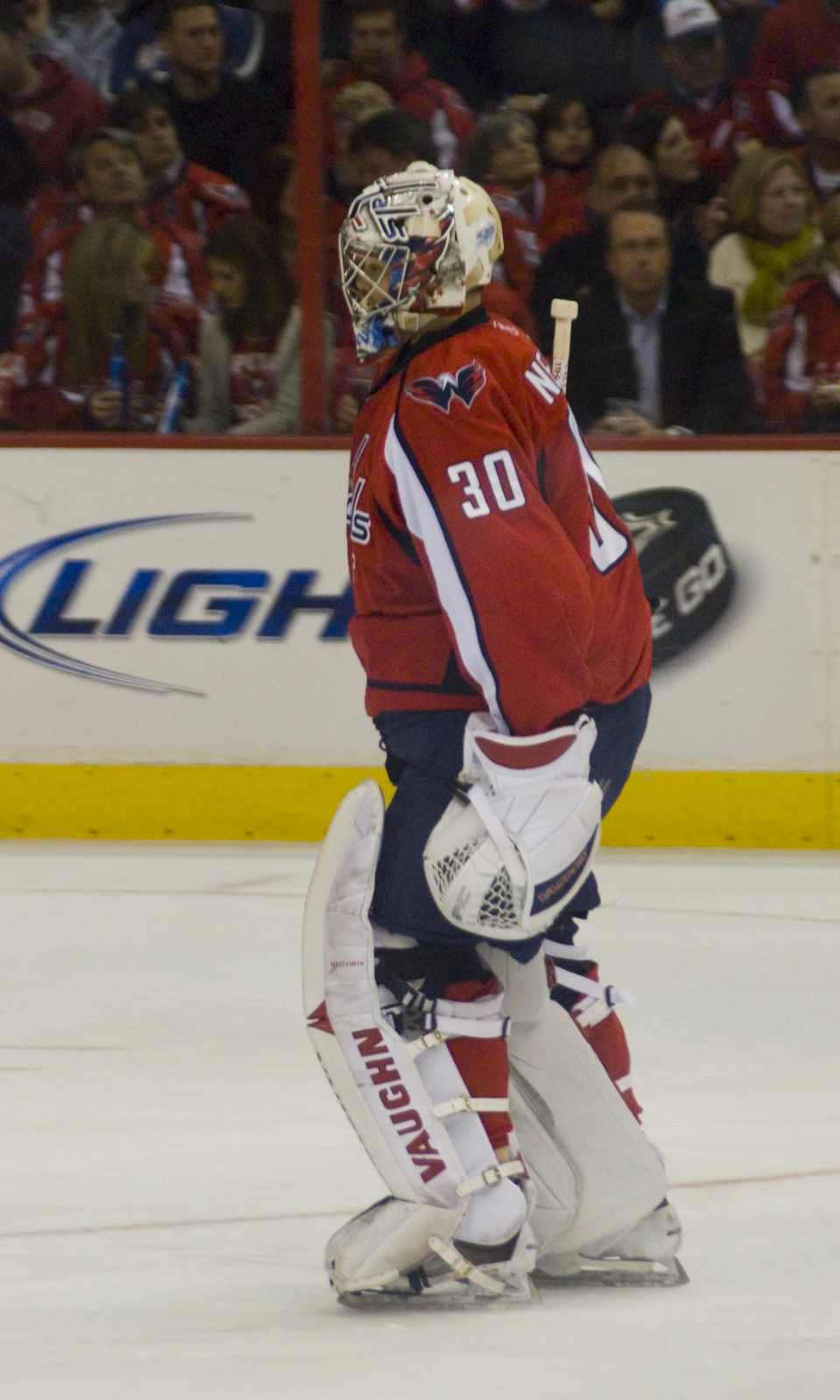
V dresu Capitals

- 2009 - nejmenší průměr obdržených branek na zápas v playoff (1.92)

Pozn.: rekord držel brankář Frédéric Cassivi, který v roce 2006 měl průměr obdržených branek na zápas (2.10).

## Prvenství

### NHL
- Debut – 14. února 2009 (Tampa Bay Lightning proti Washington Capitals)
- První inkasovaný gól – 14. února 2009 (Tampa Bay Lightning proti Washington Capitals, americkým útočníkem Ryan Malone)
- První vychytaná nula – 27. října 2010 (Carolina Hurricanes proti Washington Capitals)

### ČHL
- Debut – 25. září 2012 (HC Mountfield proti HC Sparta Praha)
- První inkasovaný gól – 25. září 2012 (HC Mountfield proti HC Sparta Praha, českým útočníkem Aleš Kotalík)
- První vychytaná nula – 22. listopadu 2012 (HC Sparta Praha proti HC Vítkovice Steel)

## Statistiky

### Základní části
| Sezona       | Tým                      | Liga         | Z   | V   | P  | R/Pvp | MIN    | OG  | ČK | POG  | %ChS |
| ------------ | ------------------------ | ------------ | --- | --- | -- | ----- | ------ | --- | -- | ---- | ---- |
| 2006–07      | Plymouth Whalers         | OHL          | 41  | 26  | 8  | 4     | 2223   | 86  | 4  | 2.32 | .932 |
| 2007–08      | Plymouth Whalers         | OHL          | 10  | 5   | 4  | 1     | 600    | 26  | 0  | 2.60 | .928 |
| 2007–08      | Windsor Spitfires        | OHL          | 8   | 6   | 1  | 1     | 482    | 17  | 0  | 2.12 | .918 |
| 2007–08      | Oshawa Generals          | OHL          | 15  | 6   | 2  | 6     | 844    | 57  | 0  | 4.05 | .898 |
| 2008–09      | South Carolina Stingrays | ECHL         | 13  | 6   | 7  | 0     | 762    | 29  | 2  | 2.28 | .918 |
| 2008–09      | Hershey Bears            | AHL          | 17  | 9   | 5  | 2     | 1001   | 45  | 1  | 2.70 | .913 |
| 2008–09      | Washington Capitals      | NHL          | 5   | 2   | 1  | 0     | 220    | 11  | 0  | 3.00 | .892 |
| 2009–10      | Hershey Bears            | AHL          | 22  | 15  | 6  | 0     | 1231   | 46  | 1  | 2.24 | .919 |
| 2009–10      | Washington Capitals      | NHL          | 17  | 9   | 4  | 0     | 872    | 40  | 0  | 2.75 | .914 |
| 2010–11      | Washington Capitals      | NHL          | 48  | 27  | 12 | 4     | 2689   | 110 | 4  | 2.45 | .914 |
| 2011–12      | Washington Capitals      | NHL          | 38  | 13  | 13 | 5     | 2020   | 95  | 3  | 2.82 | .902 |
| 2012–13      | HC Sparta Praha          | ČHL          | 24  | 11  | 13 | 0     | 1342   | 55  | 1  | 2.46 | .926 |
| 2012–13      | Washington Capitals      | NHL          | 13  | 4   | 5  | 2     | 723    | 33  | 0  | 2.74 | .910 |
| 2013–14      | Washington Capitals      | NHL          | 13  | 4   | 6  | 2     | 767    | 36  | 0  | 2.82 | .914 |
| 2013–14      | Hershey Bears            | AHL          | 1   | 1   | 0  | 0     | 60     | 4   | 0  | 4.02 | .892 |
| 2013–14      | Buffalo Sabres           | NHL          | 2   | 0   | 2  | 0     | 117    | 5   | 0  | 2.56 | .949 |
| 2014–15      | Buffalo Sabres           | NHL          | 27  | 6   | 17 | 3     | 1544   | 77  | 0  | 2.99 | .918 |
| 2014–15      | New York Islanders       | NHL          | 5   | 1   | 3  | 1     | 306    | 15  | 0  | 2.94 | .881 |
| 2015–16      | Philadelphia Flyers      | NHL          | 32  | 18  | 8  | 4     | 1826   | 69  | 3  | 2.27 | .924 |
| 2016–17      | Philadelphia Flyers      | NHL          | 28  | 11  | 11 | 1     | 1364   | 64  | 0  | 2.82 | .891 |
| 2017–18      | Philadelphia Flyers      | NHL          | 22  | 8   | 7  | 3     | 1039   | 45  | 1  | 2.60 | .915 |
| 2018–19      | Lehigh Valley Phantoms   | AHL          | 1   | 1   | 0  | 0     | 60     | 3   | 0  | 3.00 | .912 |
| 2018–19      | Philadelphia Flyers      | NHL          | 7   | 1   | 4  | 1     | 366    | 26  | 0  | 4.27 | .859 |
| Celkem v NHL | Celkem v NHL             | Celkem v NHL | 257 | 105 | 93 | 26    | 13,852 | 626 | 11 | 2.71 | .910 |

### Play-off
| Sezona       | Tým                 | Liga         | Z  | V  | P | MIN  | OG | ČK | POG  | %ChS  |
| ------------ | ------------------- | ------------ | -- | -- | - | ---- | -- | -- | ---- | ----- |
| 2006–07      | Plymouth Whalers    | OHL          | 18 | 14 | 3 | 1080 | 44 | 0  | 2.45 | .932  |
| 2007–08      | Oshawa Generals     | OHL          | 9  | 7  | 2 | 507  | 21 | 0  | 2.48 | .932  |
| 2008–09      | Hershey Bears       | AHL          | 22 | 16 | 6 | 1346 | 43 | 4  | 1.92 | .932  |
| 2009–10      | Hershey Bears       | AHL          | 18 | 14 | 4 | 1133 | 39 | 1  | 2.07 | .920  |
| 2010–11      | Washington Capitals | NHL          | 9  | 4  | 5 | 590  | 23 | 1  | 2.34 | .912  |
| 2014–15      | New York Islanders  | NHL          | 1  | 0  | 0 | 11   | 0  | 0  | 0.00 | 1.000 |
| 2015–16      | Philadelphia Flyers | NHL          | 3  | 2  | 1 | 178  | 2  | 1  | 0.67 | .981  |
| 2017–18      | Philadelphia Flyers | NHL          | 3  | 1  | 1 | 150  | 11 | 0  | 4.40 | .847  |
| Celkem v NHL | Celkem v NHL        | Celkem v NHL | 16 | 7  | 7 | 930  | 36 | 2  | 2.32 | .919  |

### Reprezentace
| Rok                       | Tým                       | Soutěž                    | Z  | V | P | R | MIN | OG | ČK | POG  | %ChS |
| ------------------------- | ------------------------- | ------------------------- | -- | - | - | - | --- | -- | -- | ---- | ---- |
| 2005                      | Česko 17                  | SP-17                     | 5  | 2 | 2 | 1 | 260 | 16 | 0  | 3,69 | 89,9 |
| 2006                      | Česko 18                  | MS-18                     | 6  | 3 | 2 | 1 | 320 | 13 | 0  | 2,44 | 92,7 |
| 2008                      | Česko 20                  | MSJ                       | 4  | 2 | 2 | 0 | 240 | 10 | 0  | 2,50 | 91,0 |
| 2016                      | Česko                     | SP                        | 2  | 0 | 1 | 0 | 60  | 6  | 0  | 6,00 | 88,0 |
| Juniorská kariéra celkově | Juniorská kariéra celkově | Juniorská kariéra celkově | 15 | 7 | 6 | 2 | 820 | 39 | 0  | 2,85 | 91,3 |
| Seniorská kariéra celkově | Seniorská kariéra celkově | Seniorská kariéra celkově | 2  | 0 | 1 | 0 | 60  | 6  | 0  | 6,00 | 88,0 |